# Acrodicrania africana
Acrodicrania africana är en tvåvingeart som beskrevs av Edwards 1925. Acrodicrania africana ingår i släktet Acrodicrania och familjen svampmyggor. Inga underarter finns listade i Catalogue of Life.